# Île Pepin
L'île Pepin (Pepin Island en anglais) est une île côtière de Nouvelle-Zélande, située dans la baie de Tasman, à l'extrémité nord de l'île du Sud. Elle est reliée par une digue-chaussée à la localité de Cable Bay, au nord-est de Nelson. Depuis 1996, l'île est la propriété de la femme d'affaires allemande Viola von Hohenzollern. 
L'île Pepin a une superficie d'environ 6 km2 pour une longueur de 3,5 km et une largeur maximale de 2,1 km. Le plus haut point de l'île est Stuart Hill, qui s'élève à 399 mètres.   
L'île a été nommée par l'explorateur français Jules Dumont d'Urville d'après son épouse, Adèle Pépin.